# Hearts Adrift
Hearts Adrift és una pel·lícula muda de la Famous Players Film Company dirigida per Edwin S. Porter i protagonitzada per Mary Pickford. Basada en la història "As the Sparks Fly Upward" de Cyrus Townsend, es va estrenar el 10 de febrer de 1914. La pel·lícula actualment es considera perduda.

## Argument

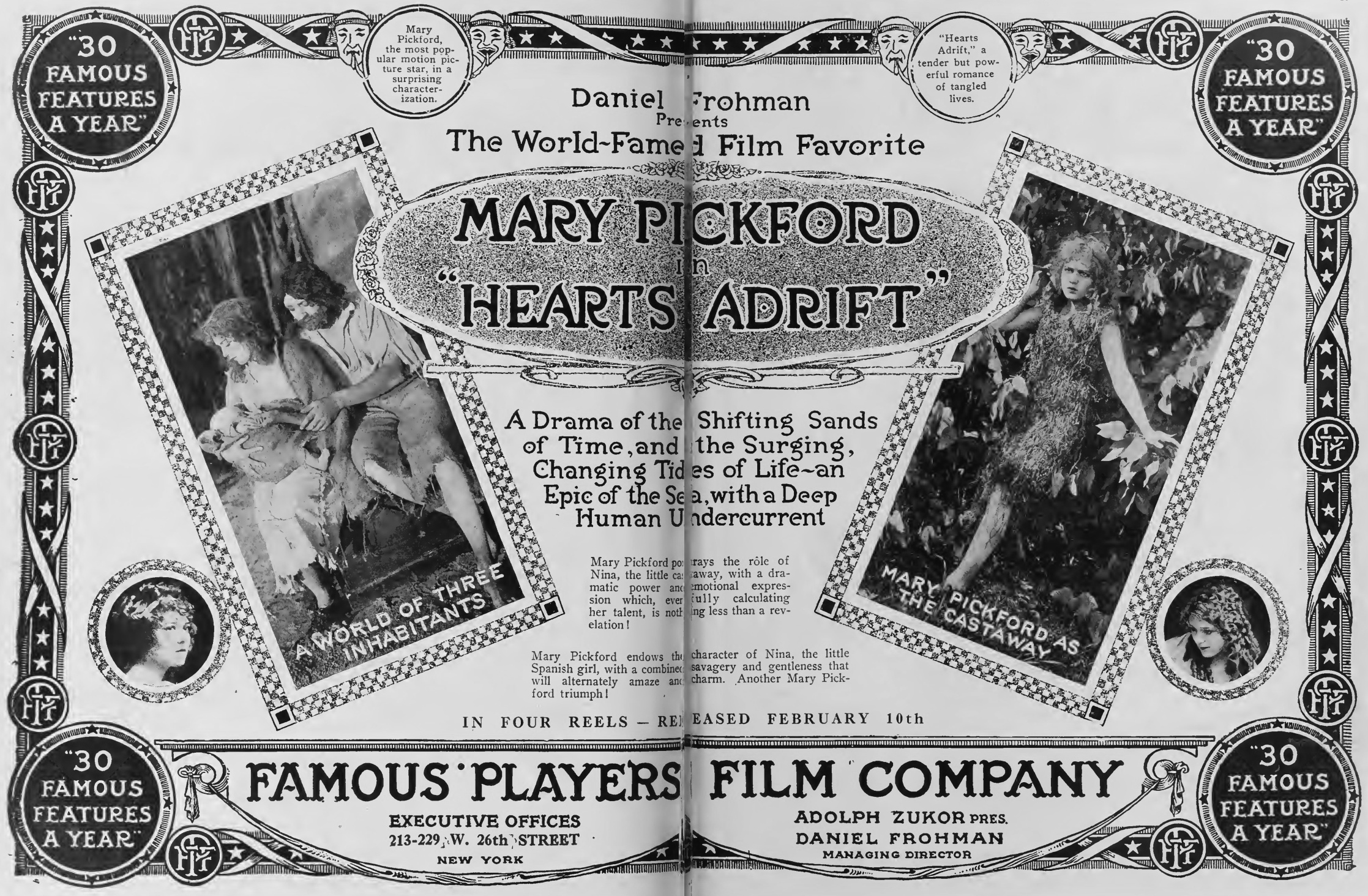
Anunci a una revista

Nina, una nena de dotze anys, és l'única supervivent del naufragi d'un vaixell espanyol. Viu durant cinc anys en una illa solitària del Mar del Sud amb un llop amansit com a única companyia. Un dia hi arriba John Graham, víctima de l'incendi del seu iot quan es trobava a la vora de l'illa. Després d'uns dies de feblesa segueix les passes de Nina i la troba. Ella s'espanta molt al principi i l'evita però una nit es produeix una erupció a l'illa i ella va al seu costat a la cerca de protecció. A poc a poc es fan amics. Sense saber que la seva dona ha estat rescatada i tornada a la civilització, John i Nina s'enamoren. Celebren una cerimònia matrimonial primitiva, i temps després Nina dona a llum a un nen. Malgrat tot, John no pot oblidar la seva antiga esposa. Un dia, arriba un vaixell a l'illa noliejat per la seva dona que durant anys ha estat buscant el seu marit. Es retroben de nou i Nina, veient la seva abraçada, corre desesperada fins a la vora del volcà de l'illa on, abraçant el seu nadó, salta dins la lava bullent.

## Fitxa tècnica
- Llengua original: muda
- Format: Blanc i negre - 35 mm — 1,37:1
- Llicencia: Domini públic

## Producció
La pel·lícula es va rodar als estudis de Los Angeles de la Famous Players Film Corporation. El film va ser un èxit de taquilla i arran d'aquest fet l'actriu Mary Pickford va demanar un major salari per a les següents pel·lícules, ja que la seva popularitat va augmentar considerablement.

## Repartiment
- Mary Pickford: Nina
- Harold Lockwood: Jack Graham